# Tatort: Déjà-vu
Déjà-vu ist ein Fernsehfilm aus der Krimireihe Tatort. Der vom MDR produzierte Beitrag wurde am 28. Januar 2018 im Ersten Programm der ARD ausgestrahlt. In dieser 1045. Tatort-Folge ermitteln die Dresdner Ermittler Sieland, Gorniak und Schnabel in ihrem fünften Fall.

## Handlung
Hochsommer in Dresden. Der neunjährige Rico Krüger verschwindet spurlos beim Spielen im Park. Am Tag darauf finden Jugendliche am Elbufer eine Tasche mit der Leiche des Kindes. Die Obduktion ergibt, dass der Junge ertrunken ist – aber nicht in der Elbe, sondern vermutlich in einer Badewanne; zudem wurde er sexuell missbraucht. Die Dresdner Ermittlerinnen Henni Sieland und Karin Gorniak vermuten die Verdeckungstat eines pädophilen Triebtäters. Sie stehen unter großem Druck – Politik, Medien und Bevölkerung fordern schnelle Ermittlungsergebnisse. Trotz hunderter Hinweise aus der Bevölkerung gibt es keine konkrete Spur und die DNA des Täters, die an der Tasche sichergestellt werden konnte, darf aufgrund gesetzlicher Bestimmungen nicht ausgewertet werden, um phänotypische Merkmale des Täters zu bestimmen. Kommissariatsleiter Schnabel hadert mit Datenschutzbestimmungen und Personalmangel und liefert sich verbale Gefechte mit Medienvertretern. Er ist persönlich betroffen und aufgewühlt, weil ihn das spurlose Verschwinden eines weiteren Jungen vor drei Jahren, das er bisher nicht aufklären konnte, belastet. Ein Hinweis der Schulbehörde lenkt den Verdacht auf Ricos Schwimmtrainer Micha Siebert, der mit der Familie des Opfers befreundet war. Der frühere Lehramtsreferendar war in der Vergangenheit eine kurze homosexuelle Liebesbeziehung mit einem sechzehnjährigen Schüler eingegangen, woraufhin er aus dem Schuldienst entlassen wurde. In der aufgeheizten Stimmung wird der zu Unrecht beschuldigte Mann medial vorverurteilt und in der Folge mehrfach tätlich angegriffen und dabei schwer verletzt – ebenso wie Kommissarin Sieland, die versucht, den Mann vor einem der Angreifer (Ricos Stiefvater) zu schützen. Sie wird mit Rippenbrüchen ins Krankenhaus eingeliefert und stationär behandelt.
Während die Ermittler im Dunkeln tappen, ringt Ricos Mörder René Zernitz, ein Installateur der Stadtwerke Dresden, mit seiner Neigung. Er nähert sich erneut einem vorpubertären Jungen, verschont das Kind aber zunächst. Seine Lebensgefährtin Jennifer Wolf kennt die gefährliche Neigung ihres Partners, will aber glauben, dass dieser seine pädophile Veranlagung unterdrücken und kontrollieren kann. Sie versucht sogar ihren Freund vor den Ermittlungsbehörden zu schützen – sie arbeitet beim Schulamt und ist für den Hinweis auf den Schwimmtrainer verantwortlich. Schließlich fällt Henni Sieland, die im Krankenhaus die Akte des früheren Vermisstenfalles noch einmal durcharbeitet, eine Verbindung zwischen beiden Fällen auf: Bei beiden betroffenen Familien wurden kurz vor dem Verschwinden der Kinder die Wasserzähler ausgetauscht. Ricos Mörder hat inzwischen einen weiteren Jungen in seine Wohnung gelockt und bereits mit einem Schlafmittel betäubt, wird aber von seiner misstrauisch gewordenen Lebensgefährtin überrascht und zur Rede gestellt. Als nur Minuten später die Ermittler an der Wohnungstür klingeln, sieht der Täter keinen Ausweg mehr und begeht Suizid durch einen Sprung aus dem Fenster. Der bewusstlose Junge kann gerettet werden. Auf dem mit einem Fingerabdruck geschützten Mobiltelefon des Täters werden schließlich Fotodateien entdeckt, die die Ermittler zu einem See führen, auf dessen Grund sie die Leiche des vor drei Jahren ebenfalls verschwundenen Jungen finden. In der Schlussszene des Films überbringen die Ermittler den Eltern des vermissten Kindes die schreckliche Nachricht.

## Hintergrund

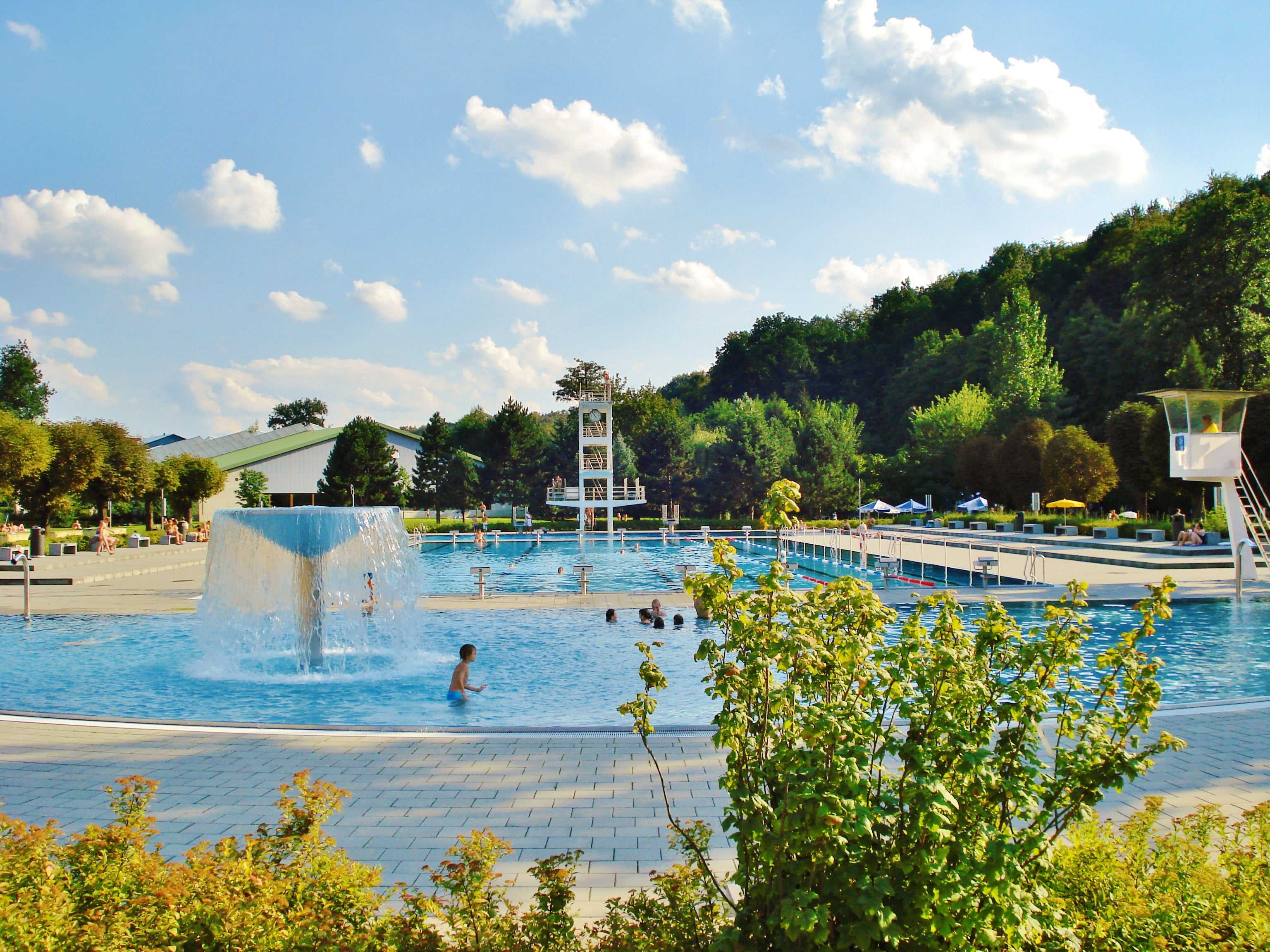
Das Pirnaer Geibeltbad diente als Kulisse für das „Bad Johannstadt“.

Der Film wurde vom 13. Juli 2017 bis zum 11. August 2017 in Dresden gedreht.
Drehorte waren unter anderem das zwischen der Waldschlößchenbrücke und der Albertbrücke gegenüber der Johannstadt gelegene Neustädter Elbufer an der Prießnitzmündung als Fundort der Leiche des Jungen, das Geibeltbad Pirna als Johannstädter Freibad, das zum Drehzeitpunkt freie Haus 10 auf dem Campus des Universitätsklinikums Carl Gustav Carus sowie das Kinderhaus Leubnitz. Weitere Drehorte waren Häuser in Prohlis (Plattenbau Jacob-Winter-Platz 7), Klotzsche und der Äußeren Neustadt.

## Rezeption

### Kritiken
„Der junge Regisseur Dustin Loose (Studenten-Oscar für den Kurzfilm ‚Erledigung einer Sache‘) hält es aus, Unvereinbares und Unversöhnliches unkommentiert im Raum stehen zu lassen. Das Publikum ist in den besten Szenen dieses multiperspektivischen Krimis auf sich selbst zurückgeworfen. So gesehen ist ‚Déjà-vu‘ […] ein ‚Tatort‘ für den mündigen Zuschauer – und ein echter Modernisierungsschub für den bei seinen ‚Tatorten‘ oft so unglücklich und rückwärtsgewandt agierenden MDR.“

„[…] die Folge ‚Déjà-vu‘ ist jetzt konventioneller, ernsthafter als ihre Vorgänger. […] Und tatsächlich funktioniert sie besser. Regisseur Dustin Loose […] erzählt eine klar strukturierte ‚Es geschah am hellichten Tag‘-Geschichte. Und weil das Publikum mehr weiß als die Ermittler, kann es sich auf die Psychologien der Figuren konzentrieren: Wie die Umgebung des Täters vor der Tat mal wieder nicht hinschaut. Wie nach der Tat dafür mal wieder alle hinschauen – belastbare Hinweise aus der Bevölkerung gibt es aber nicht.“

„Die Autoren Mark Monheim, Stephan Wagner und Regisseur Dustin Loose zeigen eine Stadt, die sich in Wut, Trauer und Ohnmacht komplett verliert. Eine Stadt, die vor lauter Hitze fast explodiert. ‚Déjà-vu‘ ist ein Schlag in die Magengrube, nicht gemessen an den üblichen Standards der Krimireihe, sondern daran, wie ein zutiefst verstörendes Thema intelligent, behutsam – dennoch bretthart und mit einer durchweg großartigen Ensemble-Leistung erzählt werden kann.“

„In diesem ‚Tatort‘, das fällt im Vergleich zu anderen Episoden der Reihe angenehm auf, geschieht vieles ohne Worte. Situationen werden durch Blicke entschieden. Den Gefühlswelten der Überforderung, welche die Schauspieler hier aufscheinen lassen, könnten Worte wenig hinzufügen.“

„Einschalten? Unbedingt! Einer der vielleicht besten Krimis zu dem Thema seit 60 Jahren. Seit dem Klassiker ‚Es geschah am hellichten Tage‘ [sic] mit Heinz Rühmann als Fahnder und Gert Fröbe als Kindermörder.“

### Einschaltquote
Die Erstausstrahlung von Déjà-vu am 28. Januar 2018 wurde in Deutschland von 10,60 Millionen Zuschauern gesehen und erreichte einen Marktanteil von 29,3 % für Das Erste.